# Archaius tigris
Genre
Espèce
Synonymes
- Chamaeleo tigris Kuhl, 1820
- Chamaeleo seychellensis Kuhl, 1820
- Calumma tigris (Kuhl, 1820)

Statut de conservation UICN

 EN B1ab(ii,iii)+2ab(ii,iii) : En danger
Statut CITES
Archaius tigris, unique représentant du genre Archaius, est une espèce de sauriens de la famille des Chamaeleonidae.

## Répartition
Cette espèce est endémique des Seychelles.

## Taxinomie
Cette espèce a longtemps été considérées comme appartenant au genre Calumma, après analyse phylogénétique elle est désormais placée dans un genre monotypique

## Publications originales
- Kuhl, 1820 : Beiträge zur Zoologie und vergleichenden Anatomie, p. 1-152 (texte intégral).
- Gray, 1865 "1864" : Revision of the genera and species of Chamaeleonidae, with the description of some new species. Proceedings of the Zoological Society of London, vol. 1864, p. 465-479 (texte intégral).